# Syncrangon dentata
Syncrangon dentata is een garnalensoort uit de familie van de Crangonidae. De wetenschappelijke naam van de soort is voor het eerst geldig gepubliceerd in 1914 door Balss.